# Fareed Al-Marzouqi
Fareed Ali Mohammed Al-Marzouki, né en 1965, est un arbitre émirati de football, qui a officié internationalement de 2000 à 2010.

## Carrière
Il a officié dans des compétitions majeures : 
- Coupe d'Asie des nations de football 2004 (2 matchs)
- Coupe d'Asie des nations de football des moins de 16 ans 2006 (3 matchs dont la finale)